# Projet de canal du Nicaragua

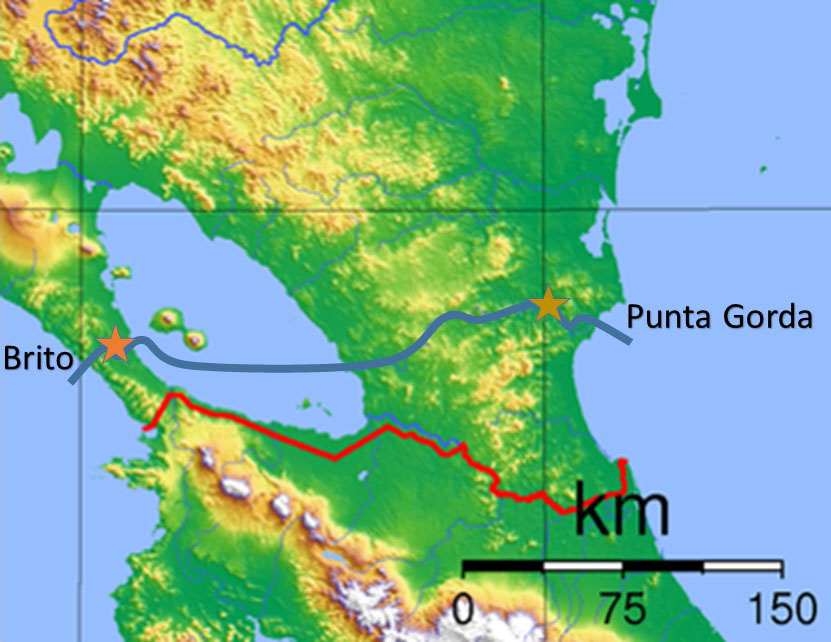
Le projet de 2013 en bleu. En rouge la frontière avec le Costa Rica.

Les projets de percement du canal en 2014. La tracé en vert, au sud de Bluefields, est celui qui est retenu. En orange le canal de Panama.

Le projet de canal inter-océanique du Nicaragua est un projet visant à relier l'océan Atlantique (mer des Caraïbes) à l'océan Pacifique en utilisant le lac Nicaragua qui se trouve à 34 mètres au-dessus du niveau de la mer. L'itinéraire le plus étudié consiste à emprunter le fleuve San Juan jusqu'au lac et traverser l'isthme de Rivas par un canal artificiel au moyen d'écluses.
Un tel projet a existé au XVIIIe siècle puis au XIXe siècle avant la construction du canal de Panama. Il a été relancé dans les années 2010 avec l'appui d'un groupe chinois avant d'être de nouveau abandonné en 2018.

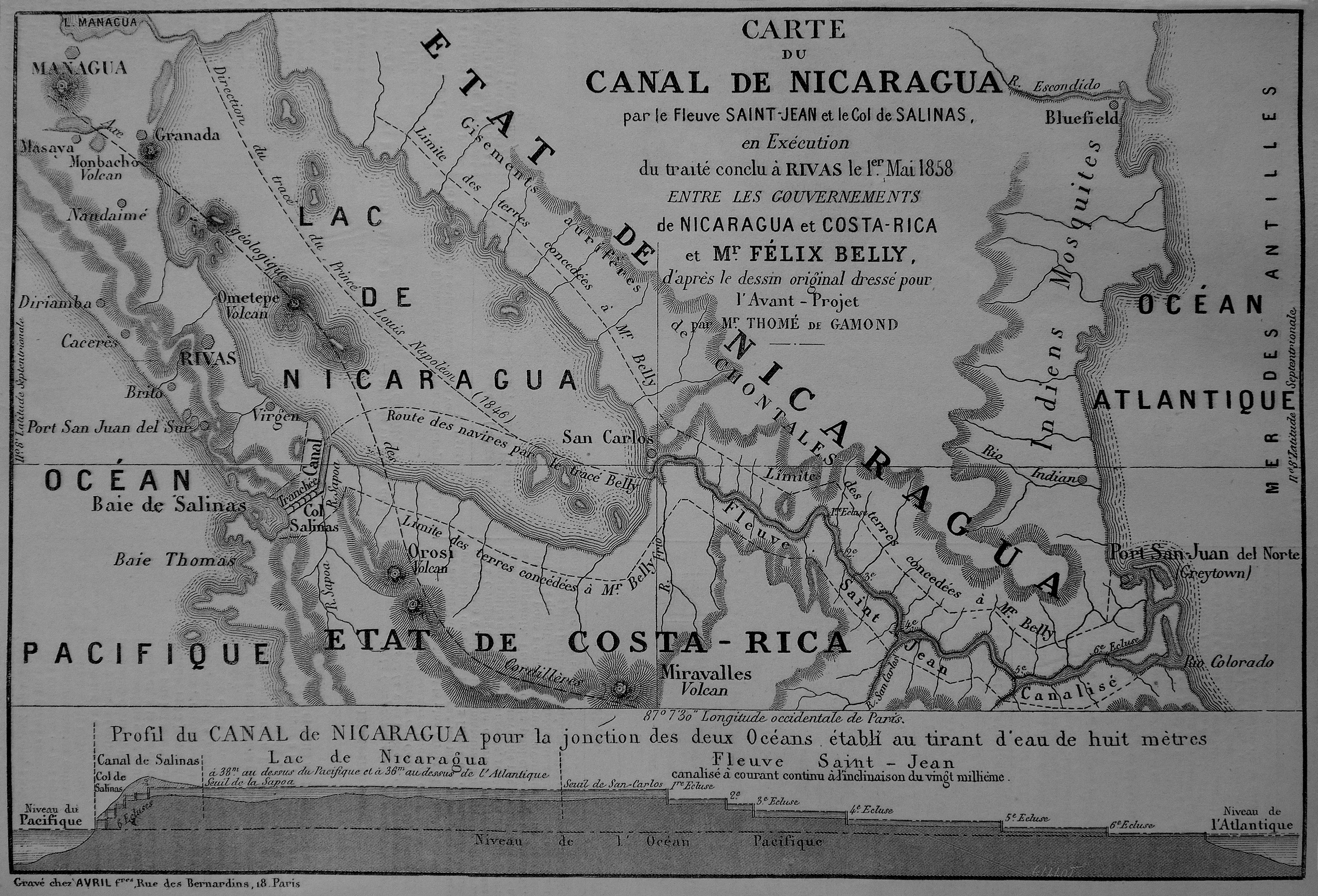
Carte du projet de canal au Nicaragua publiée dans L'Illustration du 5 mars 1859.

## Avant le canal de Panama
L'idée de construire un canal à travers l'Amérique centrale est ancienne. Déjà l'administration coloniale de la Nouvelle-Espagne avait mené des études préliminaires à travers le Nicaragua, le Panama et l'isthme de Tehuantepec au Mexique.
En 1780, Martin de la Bastide, ingénieur français, présenta au roi d'Espagne un projet de communication par le Rio Partido, un canal de jonction, le lac de Nicaragua et le Rio San Juan. Dès l'année suivante, le gouvernement de Madrid faisait faire des travaux de nivellement pour étudier sa faisabilité. 
En 1814, les Cortes en Espagne votaient une résolution réclamant le percement de l'Isthme centraméricain, déposée par Florencio del Castillo, député pour la province du Costa Rica et président tournant (pour un mois) des Cortes; celui-ci semble toutefois donner la préférence au tracé de l'Isthme de Tehuantepec, reconnu quelques années auparavant par Alexander Von Humboldt.    
En 1825, la nouvelle république fédérale d'Amérique centrale avait contacté le gouvernement des États-Unis dans le but de réunir le financement et la technologie d'ingénierie nécessaires à la construction du canal. Le plan présenté en 1826 au Congrès par le secrétaire d'État Henry Clay n'avait pas été approuvé. Les États-Unis étaient en effet inquiets de l'instabilité politique du Nicaragua, et des obstacles soulevés par les intérêts rivaux à la fois stratégiques et économiques du gouvernement britannique, qui contrôlait de fait  la côte des Mosquitos.
Puis en 1845 l'ingénieur anglais établi à Guatemala, John Bailey, un Anglais qui vécut de nombreuses années en Amérique centrale et fut employé en 1837–1838 par le gouvernement de la République fédérale d'Amérique Centrale, a également adressé au gouvernement anglais un projet sur ce canal, établissant le premier vrai devis d'un tel chantier.
Le projet est étudié de plus près encore par la France au XIXe siècle, lorsque Louis-Napoléon Bonaparte (qui deviendra plus tard Napoléon III) y voit, en 1846, une option qui ferait du « Nicaragua, mieux que Constantinople, la route nécessaire du grand commerce et lui permettrait d’atteindre grandeur et prospérité ».

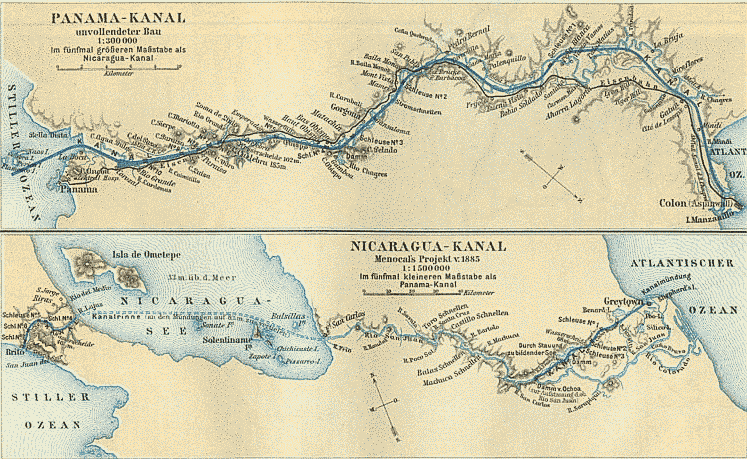
Carte allemande de 1888 montrant la route proposée pour le canal de Panama ainsi que la route alternative du canal de Nicaragua.

Le 26 août 1849, le gouvernement nicaraguayen signe un contrat avec l'homme d'affaires américain Cornelius Vanderbilt auquel est accordé le droit exclusif de construire un canal dans les 12 ans. C'est l'époque de la ruée vers l'or en Californie et Vanderbilt exploite déjà une route commerciale qui utilise le fleuve San Juan complétée par un transport terrestre (diligence) à travers l'isthme de Rivas. Cette voie restera pendant quelques années la route la plus aisée pour aller de New York à San Francisco. La guerre civile au Nicaragua et son invasion par le flibustier William Walker va empêcher le projet de prendre corps.
Le projet de canal est un des points abordés du traité Clayton–Bulwer de 1850 qui cherche à aplanir les rivalités dans la région entre les États-Unis et la Grande-Bretagne. En 1859, le géologue français Joseph Marie Élisabeth Durocher dirige une expédition d'étude visant à étudier le percement d'un canal interocéanique au Nicaragua puis le français Félix Belly obtient une concession pour la réalisation du tracé par le fleuve San Juan mise au point par Aimé Thomé de Gamond, il obtient des financements aux États-Unis et commence des travaux en 1859, mais après diverses péripéties doit renoncer faute d'argent. Le Nicaragua donne en 1863 son autorisation à la construction du chemin de fer nicaraguayen de Grenade à Corinto, qui va prendre au total 18 ans, sous la direction d'un capitaine de la Royal Navy qui avait étudié le projet de canal.
À la fin du XIXe siècle, le gouvernement des États-Unis négocie avec le président José Santos Zelaya la location de terres pour construire le canal. Luis Felipe Corea, l'ambassadeur nicaraguayen à Washington, confirme au secrétaire d'État John Hay le soutien du gouvernement de Zelaya au projet et l'affaire est conclue par le traité Sánchez-Merry. Mais entre-temps, les difficultés financières de la Compagnie nouvelle du canal de Panamá amène le Congrès américain à voter la loi Spooner qui autorise le rachat de la Compagnie et l'achèvement du canal. Le projet du Nicaragua est alors abandonné, ses adversaires, au premier rang desquels le français Philippe Bunau-Varilla, évoquant les risques sismiques et volcaniques du pays.
Après l'échec américain, le président Zelaya cherche d'autres financement vers l'Allemagne et le Japon, mais les États-Unis, désormais maîtres à Panama s'efforcent à bloquer toute proposition.
Depuis l'ouverture du canal de Panama en 1914, le canal du Nicaragua a été reconsidéré. Sa construction permettrait de raccourcir la distance entre New York et San Francisco de 800 kilomètres (500 miles). En vertu du traité Bryan-Chamorro de 1916, les États-Unis ont versé 3 millions de dollars au Nicaragua en échange d'une option à perpétuité pour la construction d'un futur canal. De 1930 à 1931, une équipe d'ingénieurs américains a étudié les tracés possibles du futur canal appelé la Forty-Niners en hommage aux mineurs ayant suivi cette voie lors de la ruée vers l'or en Californie dans les années 1840. Mais le Costa Rica a protesté estimant que ses droits sur la navigation du fleuve San Juan avaient été violés. En définitive le traité fut abrogé d'un commun accord des deux parties.

## Relance du projet du début duXXIesiècle
En 2004, le gouvernement nicaraguayen a de nouveau repris l'idée d'un canal permettant le passage des supertankers jusqu'à 250 000 tonnes, contre 65 000 pour le canal de Panama. Le coût estimatif est de 25 milliards de dollars, soit 25 fois le budget annuel du Nicaragua. Le président Enrique Bolaños a cherché des investisseurs étrangers pour soutenir ce projet, mais le programme rencontre une forte opposition des écologistes, qui sont inquiets des dommages probables causés à la rivière et la jungle. Certaines sources suggèrent que la construction du canal permettrait au Nicaragua de devenir un des pays les plus riches de l'Amérique latine. Selon Bolaños, « Si un canal au Nicaragua est construit, il apporterait un développement économique jamais atteint en Amérique centrale ».

## Le projet chinois dans les années 2010
Le 14 juin 2013, l'Assemblée nationale du Nicaragua a approuvé, par 61 voix contre 28, la proposition chinoise, émise par le consortium chinois HK Nicaragua Canal Development Investment (en), structure ad hoc détenue et dirigée par le milliardaire Wang Jing (en), qui a fait fortune dans les télécommunications. Cette loi votée donne une concession pour une durée renouvelable de cinquante ans au consortium chinois pour la construction, le développement et la gestion du canal. Les coûts estimés sont de 50 milliards de dollars, ou 41 milliards d'euros. La construction commence le 22 décembre 2014 et devait se terminer en 2019 pour une ouverture prévue en 2020,. Toutefois, ladite loi ne précise en aucun cas le tracé du canal, ni les détails de son financement ou même sa viabilité économique. Le projet doit d'ailleurs comprendre à la fois un canal maritime reliant l'Atlantique au Pacifique, mais également un axe ferroviaire.
Le 22 décembre 2014, le premier coup de pioche est donné. Le canal doit alors traverser le Nicaragua sur une longueur de 278 km (plus de trois fois la longueur du canal de Panama) depuis la bourgade de Brito sur la côte du Pacifique jusqu'à l'embouchure de la Punta Gorda sur la côte de la mer des Caraïbes. Sur ce parcours, il traversera le lac Nicaragua sur 105 km.
Au printemps 2015, le groupe HKND, a présenté un rapport sur l'impact écologique et social du canal, préparé en deux ans par le cabinet britannique Environmental Resource Management (ERM), l'un des plus importants cabinets d'étude au monde. Le rapport de 14 volumes permettra d'évaluer la viabilité du projet, le plus ambitieux d'Amérique latine, censé doubler le PIB nicaraguayen.

## Critiques du projet et abandon
Le projet suscite l'opposition d'organisations écologistes et scientifiques. Selon Jorge Huete-Pérez, président de l'Académie des sciences du Nicaragua, il y a un risque de pollution du lac Nicaragua qui constitue une importante réserve d'eau douce pour la biodiversité et pour la population locale qui boit l'eau du lac et s'en sert pour irriguer les terres agricoles. Pour Manuel Coronel Kautz, président de l'Autorité du grand canal, cette opération est une opportunité pour réduire la pauvreté dans la population grâce aux retombées économiques.
Sur le plan social, 25 000 personnes à 30 000 personnes, paysans et indigènes ramas et nahuas, habitent sur le tracé prévu du canal et devraient être déplacées.
Quant à l'aspect financier, la concession de 50 ans accordée au consortium chinois ne donnerait au Nicaragua qu'un faible rendement — 10 millions de dollars par an — pour la première décennie d'exploitation, puis une augmentation du pourcentage des bénéfices dans les années suivantes. De plus, la viabilité de ce projet est remise en question car des travaux sont en cours pour élargir son concurrent le canal du Panama. Les opposants, organisés par le Conseil national de défense de la terre, du lac et de la souveraineté du Nicaragua, ont organisé plus de 40 manifestations en octobre 2014. Ils ont compris que le danger émane d'abord de la concession et non du canal qui ne verra probablement jamais le jour. Ce canal reste l'emblème de leur mobilisation, mais leur lutte est beaucoup plus profonde. Elle s'oppose d'abord au gouvernement, à la corruption et au président Daniel Ortega.[réf. nécessaire]
Quelques mois après le lancement des travaux, Wang Jing perd 90 % de sa fortune à la suite du krach boursier chinois de l'été 2015 et est alors introuvable. Le  gouvernement nicaraguayen est dans l'incapacité technique et financière de poursuivre les travaux. Il espérait un temps la reprise du projet par l'État chinois, mais sans suite. Mais en juin 2018, la Chine renoue des relations diplomatiques avec le  Panama, suite auxquelles elle signe de nombreux accords commerciaux.